# Pamela Rush
Pamela Sue Rush (Lowndes, siglo XX - Selma, julio de 2020) fue una activista estadounidense por la pobreza, los derechos civiles y la justicia ambiental que vivía en la zona rural de Tyler, Alabama, y que luchó contra la pobreza y la desigualdad.

## Primeros años
Rush nació y se crio en el condado de Lowndes, Alabama donde el 72 por ciento de los residentes son negros y más del 25 por ciento de los residentes viven en la pobreza. Sus antepasados fueron esclavos.

## Activismo
En 2018, Catherine Coleman Flowers, prima de Rush y fundadora del Center for Rural Enterprise and Environmental Justice, se acercó más cuando la hermana de Rush le pidió a Coleman Flowers que ayudara a Rush a encontrar un lugar mejor para vivir. En ese momento, Rush vivía en un vecindario que fue construido en un antiguo barrio de esclavos. La pobreza que experimentó se remonta al legado de la esclavitud en el cinturón negro del sur. Rush vivía en una casa móvil en ruinas con aguas residuales. Coleman Flowers conectó a Rush con el Rev. Dr. William Barber II, lo que llevó a que Rush se convirtiera en un miembro activo y una de las caras de la Campaña de la Nueva Gente Pobre dirigida por Barber II y el Rev. Dra. Liz Theoharis. En 2018, Rush habló con la revista Southerly Magazine, discutiendo las inundaciones, la falta de alcantarillado adecuado y cómo sus hijos no podían jugar afuera debido a problemas de salud.
Rush testificó ante una coalición de varios miembros del Congreso encabezada por la senadora Elizabeth Warren. En 2019, el senador Bernie Sanders, quien había sido parte del foro de Washington sobre la pobreza en el que Rush había testificado, visitó su casa.
Se convirtió en activista por la gente pobre en áreas rurales y apareció en varias publicaciones, incluidas NPR, The Economist y la revista Time. Tanto Jane Fonda como Kat Taylor, esposa del excandidato presidencial Tom Steyer, viajaron a Tyler para reunirse con ella y discutir los problemas que enfrentan quienes viven en la pobreza.

## Vida personal
Rush vivía en una casa móvil en Tyler, Alabama, con sus dos hijos, un hijo y una hija. Fue víctima de préstamos abusivos y pagó más de cuatro veces el valor de su casa móvil con altos intereses. Rush recibió pagos por discapacidad y vivía con un ingreso fijo de menos de $1,000 al mes.

### Fallecimiento
Rush tenía diabetes y contrajo COVID-19 durante la pandemia de COVID-19 en Alabama. Fue hospitalizada en Selma, Alabama, durante dos semanas. El condado de Lowndes, donde vivía Pamela, tenía la tasa más alta de casos de COVID-19 en el estado de Alabama. Rush falleció como resultado de la enfermedad en julio de 2020, a la edad de 49 años.